# Бій у Віллер-Бокаж
Бій у Віллер-Бокаж (англ. Battle of Villers-Bocage; нім. Schlacht um Villers-Bocage) — танковий бій, який відбувся 13 червня 1944 року між танковими підрозділами Ваффен-СС зі складу 101-го важкого танкового батальйону СС 1-ї танкової дивізії Лейбштандарте-СС «Адольф Гітлер» та військами союзників у ході просування британської 7-ї бронетанкової дивізії вглиб території Франції під час проведення Нормандської операції.

## Історія

### Передумови
Під час операції «Перч» британський XXX корпус не зміг прорвати оборону німецьких військ та охопити Кан з південно-західного напрямку. На лівому фланзі корпусу британці наразилися на запеклий спротив німців на підступах до Тії-сюр-Сель. Німецька танкова дивізія «Лер» генерал-лейтенанта Ф. Баєрляйна чинила такий опір, що 50-ій британській дивізії генерала Д. Грехема, посиленої танками 7-ї бронетанкової бригади, довелося зупинитися. Німці, вміло маневруючі на позиціях між річками Сель та Ор, не дозволяли противнику здійснити обхідний маневр та обійти їхню оборону з флангу. Водночас формування 2-ї британської та 1-ї американської армій завдали поразки п'яти німецьким бойовим групам, практично знищивши останні резерви LXXXIV корпусу. На фронті між ише залишки 352-ї стрілецької дивізії, яка захищала фронт від Трев'єра до Ажі оборону утримували рештки 352-ї німецької дивізії генерал-лейтенанта Д.Крайсса. В результаті американських атак лівий фланг дивізії зазнав крах, і в ніч з 9 на 10 червня дивізія відступила до Сен-Ло. Наслідком цього стало утворення пролому в німецькій обороні завширшки понад 12 км між позиціями дивізії «Лер» та німецькими військами поблизу Комон-л'Еванте, в цьому районі залишився лише 17-й розвідувальний батальйон 17-ї танково-гренадерської дивізії СС «Гьотц фон Берліхінген».
Німецьке командування розраховувало закрити виниклий пролом у системі оборони силами 2-ї танкової дивізії генерал-лейтенанта Генріх фрейхерр фон Лютвіц, але на 10 червня кістяк дивізії все ще перебував на марші в районі між Ам'єном та Алансоном, і за підрахунками міг прибути у визначений район не раніше 13 червня. Командир XLVII танкового корпусу генерал танкових військ фон Функ був категорично проти того, що роздробити дивізію на частки, але, виходячи з ситуації, що виникла, віддав наказ терміново перекинути до Комон-л'Еванте дивізійний розвідувальний батальйон, щоб той встигнув зайняти вигідні панівні позиції на загрозливому напрямку до підходу сил союзників.

Карта перебігу подій, що призвели до бою у Вілле-Бокаж. Червень 1944

### Рішення на маневр
Командувач 2-ї британської армії лейтенант-генерал Майлз Демпсі наказав командиру XXX корпусу лейтенант-генералу Джерарду Бакнейлу та майор-генералу Джорджу Ерскіну, командиру 7-ї бронетанкової дивізії, терміново вивести 7-му бронетанкову дивізію з бою, що точився навколо Тії-сюр-Сель. Комдив отримав наказ — здійснити глибокий обхідний маневр через проміжок, що утворився в німецькій обороні, та атакою з ходу здобути Вілле-Бокаж, утворивши в такий спосіб загрозу лівому флангу німецької дивізії «Лер». Головною ціллю цього маневру було захоплення хребту, що лежить у 2,5 км на схід від селища Вілле-Бокаж. Водночас британські 50-та (Нортумбрійська) піхотна дивізія та більша частина піхотної бригади 7-ї бронетанкової дивізії повинні були продовжувати атаки на позиції дивізії «Лер» біля Тії-сюр-Сель, сковуючи основні сили противника та позбавляючи можливості маневру. 1-ша та 2-га американські піхотні дивізії V корпусу генерал-майора Леонарда Героу також продовжуватимуть свій наступ, згідно з планом. Генерал Демпсі сподівався, що досягнення цієї мети змусить німців або відступити із зайнятих рубежів південніше Кана, або скласти зброю.

### Зближення сторін

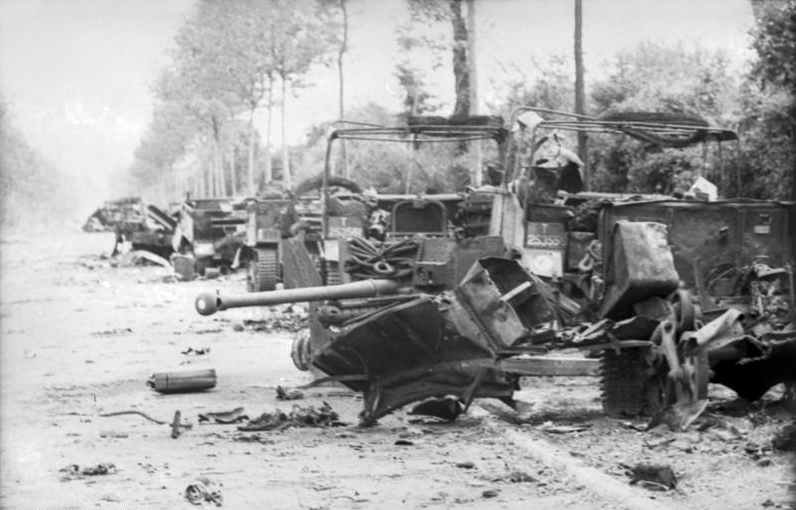
Колона 1-ї стрілецької бригади, розгромлена 13 червня 1944

Близько 16:00 12 червня 7-ма бронетанкова дивізія розпочала висування за визначеним маршрутом руху. В голові колон з'єднання прямував розвідувальний полк дивізії — 8-й Королівський ірландський гусарський полк. Через чотири години маршу голова колони корпусу, не зустрічаючи спротиву, дісталася Ліврі і згодом вийшла на територію, де продовжували діяти німецькі підрозділи. У ході короткої сутички з німцями протитанковою гарматою був підбитий головний британський танк «Кромвель» 8-го полку. Внаслідок чого британці зупинилися і розпочали посилену розвідку навколишніх територій. Сподіваючись ввести в оману німців щодо цілі свого кидка, командир 22-ї бронетанкової бригади бригадир Гінде, по досягненню околиць Ла-Мулотьєр на північ від Ліврі, наказав своїм військам зупинитися на ніч, а командирам 8-го та 11-го гусарських полків, підрозділами на бронеавтомобілях здійснити поглиблену дорозвідку маршрутів висування та місцевості на флангах. У результаті проведеної розвідки 11-й полк без перешкод увійшов у контакт та налагодив взаємодію з американською 1-ю дивізією, у той час, як розвідники 8-го полку виявили підрозділи німецької танкової дивізії «Лер» на відстані лівіше 3 км від колони, що зупинилася.

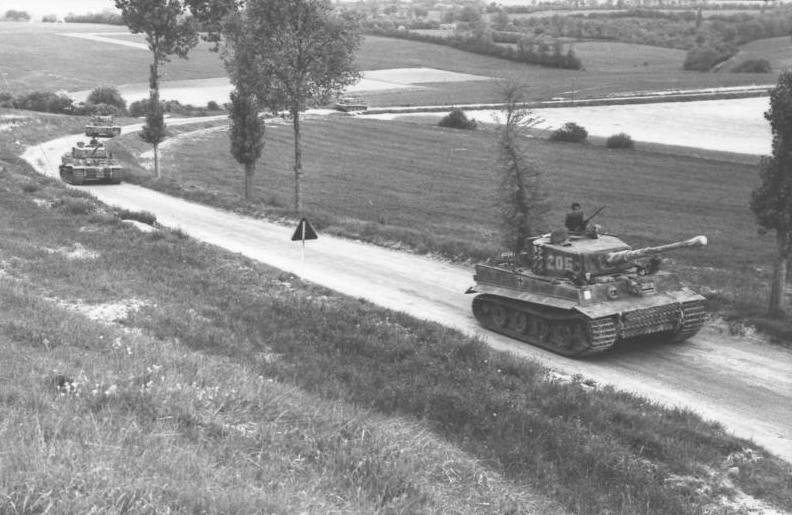
Колона танків 101-го важкого танкового батальйону СС висувається до Вілле-Бокаж. У передньому Тигр I СС-оберштурмфюрер Міхаель Віттман. 7 червня 1944

За задумом командування, підрозділи дивізії мали захопити Вілле-Бокаж, але головним вважалося опанувати навколишні висоти та панівні об'єкти, від утримання яких залежатиме міцність оборони британських військ. Гінде розподілив усі сектори відповідальності між частинами, залишивши у своєму резерві 131-шу піхотну бригаду, 1-й Королівський танковий полк і ще частину підрозділів, які зосередилися поблизу Ліврі, в готовності до відбиття наступу противника з будь-якого напрямку.
Командир I есесівського танкового корпусу СС-обергруппенфюрер Зепп Дітріх, як запобіжний захід проти ймовірної спроби противника прорватися крізь комонський розрив, віддав наказав своєму єдиному резерву, 101-му важкому танковому батальйону СС висунутися до Вілле-Бокаж. 12 червня цей танковий підрозділ, що протягом останніх п'яти діб здійснював марш з Бове, прибув до Нормандії. Батальйон мав у своєму складі 45 важких танків Тигр I, але внаслідок повітряного удару союзної авіації їхня чисельність скоротилася приблизно до 17 справних танків. 1-ша рота рушила на 9,6 км на північний схід від Вілле-Бокаж; 2-га рота на південь від висоти 213 на хребті Вілле-Бокаж, а 3-тя залишилася поблизу Фалеза з одним справним танком. 2-га рота мала 12 танків, але через втрати і механічні відмови на ранок 13 червня були боєздатні лише 6 «Тигрів».

### Бій
У ранкові години 13 червня передовий загін 1-ї стрілецької бригади розпочав розвідку маршрутів висування. Колону зустрічали радісні французькі мешканці, поведінка яких призвело до розслабленого настрою британських солдатів. Місцеве населення поділилося чутками, які згодом виявилися хибними, що німецькі танки бачили в Трасі-Бокаж, і що інші танки аналогічно були помічені біля Шато-де-Віллер-Бокаж. Коли колона наблизилася до Вілле-Бокажа, екіпаж бронеавтомобіля Sd.Kfz. 231 побачив британців та втік.
О 08:30, проїхавши 8,0 км, група 22-ї бронетанкової бригади увійшла до міста, де їх вітали святкуючі жителі. У цей момент були помічені двоє німецьких солдатів, що на великій швидкості тікали з Вілле-Бокаж на Kübelwagen. Обидва гусарські полки доповіли, що виявили німців по обидва боки від головного маршруту групи 22-ї бригади, а солдати 8-го гусарського вступили у вогневій контакт з бронеавтомобілем Sd.Kfz. 231 (8-Rad). Розвідники гусарського полку доповіли, що німецькі танки прямують у бік Вілле-Бокаж, але лейтенант Чарльз Пірс подумав, що це, ймовірно, самохідні гармати.
Пройшовши через Вілле-Бокаж, моторизований батальйон 4-го полку продовжив рух до висоти 213, не відправивши перед собою розвідувальний загін. Британські танки вийшли на визначений рубіж та зайняли позиції в окопах, влаштувавши оборонний периметр. На дорозі між містом та узвишшям бронетранспортери стрілецької бригади розтягнулися по всій довжині та притиснулися до узбіччя, щоб дозволити пройти підкріпленню до висоти 213. Стрільці спішилися, але спостерігачі через складні умови місцевості могли бачити менше 230 м в обидва боки дороги.

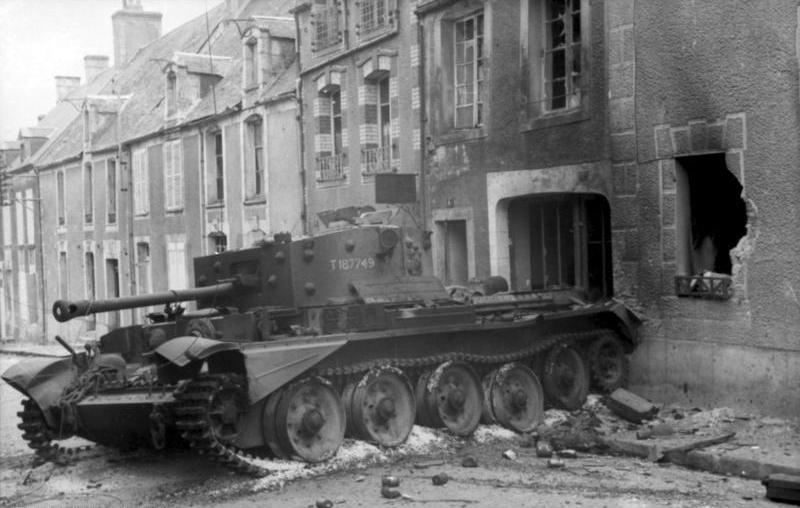
Британський танк, підбитий екіпажем Віттмана. 13 червня 1944

Командир 2-ї танкової роти СС-оберштурмфюрер Міхаель Віттман був здивованим появою британської бронетехніки поблизу Вілле-Бокаж. Близько 9 ранку танк Віттмана був помічений сержантом зі стрілецької бригади, який в радіоефірі оголосив тривогу. «Тигр» вискочив з укриття на дорогу та першим пострілом знищив британський «Кромвель», що йшов у замиканні колони. Наступним був підбитий «Шерман Файрфлай», який загорівся та блокував дорогу. Британські танки на висоті 213 вступили в перестрілку з іншими німецькими танками, що з'явилися, та згодом три британських танки були підбити влучним вогнем «Тигрів». Танк Віттмана вирушив на Вілле-Бокаж — британці намагалися вогнем протитанковим гранатометів PIAT та 57-мм протитанкової гармати QF 6-pounder підбити його, але коли він наближався ближче впадали в паніку та тікали. Уся колона була впритул розстріляна кулеметами та фугасними снарядами. На східній околиці села танк Віттмана вступив у бій з колонною розвідувального взводу та підбив три легких танки M3 Stuart.
Увірвавшись до міста оберштурмфюрер Віттман на чолі своєї роти влаштував справжнє побоїще, знищуючи танки, бронеавтомобілі, бронетранспортери та спостережні пости 4-го полку. Британські танкісти намагалися підбити ворожий танк, але їхні снаряди не могли пробити броню «Тигра». Врешті-решт танк Віттмана був пошкоджений пострілом британської протитанкової гармати, коли намагався проїхати на схід до околиць Віллер-Бокаж. Менш ніж за 15 хвилин німецькі танкісти знищили 13–14 танків, дві протитанкові гармати та 13–15 транспортних машин, переважну більшість з них підбив Віттман. Пошкоджений Тигр командира роти вирушив до штаб-квартири дивізії «Лер» у Шато-д'Орбуа, в 6,0 км на північ від Вілле-Бокаж.
Після розгрому із засідки біля висоти 213, британський підрозділ, що обороняв панівну висоту мав лише 9 танків, і оцінивши обстановку, перейшов до кругової оборони вершини. Незабаром прибуло німецьке підкріплення і британці опинилися в оточенні. Їхня спроба вирватися з кільця була відбита, коли головний танк «Кромвель» був підбитий німецьким танком, решта відступила на височину назад. Після цього есесівці почали гатити по позиціях британців, і після п'яти хвилин обстрілу ті склали зброю. Намагання британських солдатів спалити танки було зірвано стрімким прибуттям німців, що взяли в полон понад 30 вояків противника. Лишень купка британців змогла втекти та пробитися до своїх.

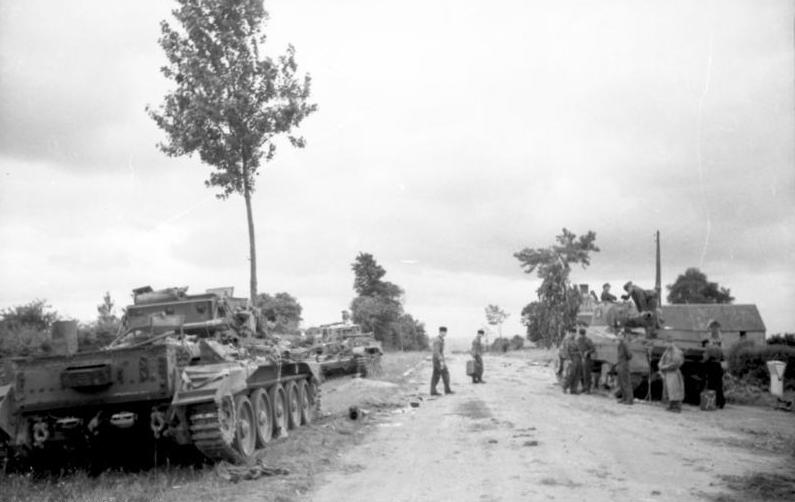
Розгромлена на висоті 213 британська бронетанкова техніка. 13 червня 1944

По прибуттю до штабу дивізії Лер Віттман доповів про ситуацію й отримав наказ повертатися до висоти 213. На бій з британцями у Вілле-Бокаж було відправлено 25 танків Panzer IV переважно з 130-го навчального танкового полку. Ближче до обід чотири Т-IV увірвалися до села з півдня, але два з них були швидко підбиті британською протитанковою артилерією, решта відступили.
Тим часом, британський Її величності Королівський Західно-суррейський полк організував оборону села. Рота обороняла залізничний вокзал, дві роти займали східну околицю міста. Згодом до Вілле-Бокаж прибула німецька піхота, яка розпочала атаку — у селі почалися вуличні бої за кожний дім.
Близько 13:00 танки танкової дивізії «Лер» розпочали атаку села, проте без підтримки піхоти. Чотири танки Т-IV намагалися в'їхати з півдня, але два були підбиті протитанковою артилерією. Тоді в бій вступили «Тигри», які своїм вогнем змусили протитанкові гармати замовкнути. «Тигри» продовжували повільно просуватися вперед, намагаючись у такий спосіб примусити британців відступити, але наразилися на засідку, в результаті чого один важкий танки були підбиті, а один знерухомлений вогнем гранатометів та гармати. Трохи пізніше екіпаж «Файрфлай» уразив ще один, п'ятий «Тигр» на головній вулиці недалеко від місця засідки, що змушений був задом відступити.
Згодом до Вілле-Бокаж підійшли ще піхотні підрозділи 2-ї танкової дивізії вермахту, і незабаром під прикриттям вогню мінометів та артилерії, німці почали чергову атаку села. Бої точилися до 18:00, коли командир дивізії ухвалив рішення на відхід з Вілле-Бокаж. Під прикриттям димової завіси, вогню артилерії та танків піхота почалася відступати з села. У свою чергу німці почали атакувати тих, що відходили. Понад 2,5 годин тривав бій з відступу британських підрозділів з Вілле-Бокаж. Останні сутички продовжувалися аж до 22:30.
На ранок 14 червня 22-га бронетанкова бригада влаштувала кругову оборону в районі Амає-сюр-Сель—Трасі-Бокаж—шосе Сен-Жермен на заході від Вілле-Бокаж. Зранку 101-й важкий танковий батальйон, підрозділи танкової дивізії «Лер» атакували британців. Американська артилерія, що посідала панівні висоти навколо Комон-л'Еванте відкрила застережливий артилерійський вогонь, який допоміг відбити перший німецький напад. Пізніші атаки німців настільки наблизилися до переднього краю британців, що артилерія не могла вести вогонь, не вразивши британські позиції. Бойові дії мали жорстокий характер, німецькі атаки не припинялися, під час однієї з них німецькі танки та піхота прорвалися до штабу бригади, перш ніж були відбиті. Врешті-решт командування ухвалило рішення про відхід бригадної групи та відступ її від Вілле-Бокаж.

### Наслідки
Достеменно результати бою не відомі через суперечливість різних джерел. Загалом вважається, що 22-га бронетанкова бригада втратила близько 217 осіб загиблими, пораненими та зниклими безвісти, багатьох з яких було взято в полон на висоті 213. Британці втратили близько 23–27 танків, більше половини яких біля або на висоті 213. Даних за німецькі втрати за цей бій немає, тому що німецькі дивізії і 101-й танковий батальйон СС не рахували ці втрати окремо. Втрати німецьких танків, ймовірно, становили 8–15, включаючи шість «Тигрів». Щонайменше дев'ять цивільних громадян Франції загинули 13 червня.

## Відео
- WW2 Wochenschau D-Day Villers-Bocage Tank battle 1944 [Архівовано 14 лютого 2021 у Wayback Machine.] (нім.)